# Фърт
Фърт (на английски: Firth) е град в окръг Бингам, щата Айдахо, САЩ. Фърт е с население от 408 жители (2000) и обща площ от 0,5 km². Намира се на 1393 m надморска височина. ЗИП кодът му е 83236, а телефонният му код е 208.